# Hemichromis lifalili
Hemichromis lifalili е вид сладководна риба от семейство Цихлиди, чийто екземпляр от езерото Тумба в Демократична република Конго, е описан за пръв път през 1979 г. Този вид е считан за един от най-красивите и най-често отглеждани в аквариуми.

## Разпространение и местообитание
Видът е широко разпространен в Западна Африка, в басейна на река Конго и Убанги. Обитават плитки езера, напоителни канали и малки реки с бавно течение и температура на водата около 20-26 °C.

## Описание
Тялото на рибата достига на дължина до около 8-10 cm. То е ярко оцветено в кървавочервено, особено на мъжките по време на хвърляне на хайвера. По средата на тялото, върху хрилете си, имат голямо тъмносиньо или черно петно. На всички други места по тялото, главата и перките, са разположени няколко реда от малки блестящи сини петънца.

## Хранене
Хранят се с червеи, ракообразни, насекоми, малки рибки и растителна маса.